# Amphiura abyssorum
Amphiura abyssorum is een slangster uit de familie Amphiuridae.
De wetenschappelijke naam van de soort werd in 1876 gepubliceerd door Alfred Merle Norman.